# Caçador
Caçador es un municipio brasileño del estado de Santa Catarina. Tiene una población estimada al 2022 de 73 720 habitantes. Ubicado en la frontera con el Estado de Paraná, es el municipio sede de la región intermedia y región inmediata homónimas.
Fundada en 1934, pertenece a la Región metropolitana de Contestado.

## Toponimia
El nombre Caçador, del portugués para "Cazador", fue dado por el primer habitante de la localidad en referencia a la abundancia de caza en la región.

## Historia
Antes de la colonización, el lugar era habitado por los pueblos Xokleng y cáingang. La primera familia en establecerse en la localidad fue Francisco Correia de Mello, proveniente de Campos Novos quien se instaló en 1881.
Tras el tratado de Laudo de Cleveland sobre Misiones de 1898, la nueva República de Brasil comenzó su etapa de colonización al interior de Santa Catarina, la cual se intencificó en 1910 con la llegada del Ferrocarril São Paulo-Río Grande del Sur. 
La población además fue lugar de la Guerra del Contestado.
Como resultado del crecimiento poblacional y económico, Caçador fue elevado a municipio el 22 de febrero de 1934, con territorio separado de Campos Novos, Cruzeiro (actualmente Joaçaba), Curitibanos y Porto União.

## Geografía
En el municipio se encuentran la Reserva Florestal de Caçador y la Floresta Nacional de Caçador, este último administrador por el ICMBio.